# Dasyvalgus montivagus
Dasyvalgus montivagus är en skalbaggsart som beskrevs av Moser 1915. Dasyvalgus montivagus ingår i släktet Dasyvalgus och familjen Cetoniidae. Inga underarter finns listade i Catalogue of Life.